# Jan Turnau
Jan Henryk Turnau (ur. 23 lutego 1933 we Wlonicach) – polski publicysta katolicki i pisarz, inicjator działań na rzecz ekumenii.

## Życiorys
W 1955 ukończył studia polonistyczne na Uniwersytecie Wrocławskim. W latach 1955–1956 był redaktorem we „Wrocławskim Tygodniku Katolików”, następnie do 1957 pracował w Wydawnictwie Uniwersytetu Wrocławskiego. W latach 1957–1958 zatrudniony był w Wojewódzkiej Komisji Planowania Gospodarczego. Później przez rok pracował jako nauczyciel w szkole podstawowej. Od 1959 do 1990 był redaktorem działu religijnego w miesięczniku „Więź”.
W okresie wydarzeń sierpniowych w 1980 był sygnatariuszem skierowanego do władz komunistycznych apelu 64 naukowców, literatów i publicystów o podjęcie dialogu ze strajkującymi robotnikami. W 1990 dołączył do redakcji „Gazety Wyborczej” jako autor tekstów poświęconych życiu religijnemu.
Autor tekstów w „Gościu Niedzielnym” oraz w „Tygodniku Powszechnym”, a także w „Myśli Protestanckiej”. Członek Klubu Inteligencji Katolickiej w Warszawie, jeden z tłumaczy Ekumenicznego Przekładu Przyjaciół.
Jest wnukiem Jerzego Turnaua.
W 2006 prezydent Lech Kaczyński odznaczył go Krzyżem Kawalerskim Orderu Odrodzenia Polski. W 2012 prezydent Bronisław Komorowski nadał mu Krzyż Komandorski tegoż orderu. W 2017 został odznaczony honorowym Medalem „Powstanie w Getcie Warszawskim” nadawanym przez Stowarzyszenie Żydów Kombatantów i Poszkodowanych w II Wojnie Światowej.

## Wybrane publikacje
- Zdaniem laika, Kraków 1978.
- Dziesięciu sprawiedliwych. Wspomnienia okupacyjne, Warszawa 1986.
- Bracia zza Buga. Wspomnienia z czasu wojny, Lublin 1999.
- Dwunastu Apostołów (red.), Kraków 2002.
- Karol Wojtyła – Jan Paweł II. Kalendarium oraz Testament Jana Pawła II, Warszawa 2005.